# Maupitimonarch
De Maupitimonarch (Pomarea maupitiensis synoniem: Pomarea pomarea) is een uitgestorven zangvogel  uit de familie Monarchidae (monarchen).

## Verspreiding en leefgebied
Deze soort kwam voor op Maupiti, een eiland van de Genootschapseilanden.